# Gert Coetzee
Gert Coetzee - es un deportista sudafricano que compite en lucha libre. Ganó una medalla de bronce en los Juegos Panafricanos de 2015. Ha ganado una medalla de plata en el Campeonato Africano de Lucha de 2015.

## Palmarés internacional
| Juegos Panafricanos | Juegos Panafricanos               | Juegos Panafricanos | Juegos Panafricanos |
| Año                 | Lugar                             | Medalla             | Categoría           |
| ------------------- | --------------------------------- | ------------------- | ------------------- |
| 2015                | Brazzaville (República del Congo) | Medalla de bronce   | 61 kg               |
| Campeonato Africano |                                   |                     |                     |
| Año                 | Lugar                             | Medalla             | Categoría           |
| 2015                | Alejandría (Egipto)               | Medalla de plata    | 61 kg               |